# St. Margaretha (Emstek)

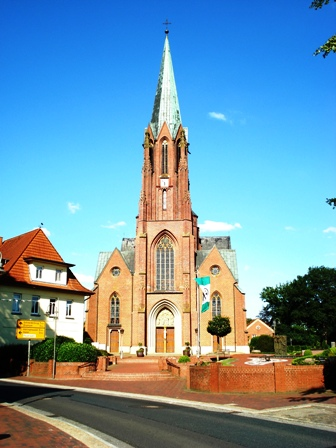
Ansicht von Westen

St. Margaretha ist die Pfarrkirche der katholischen Kirchengemeinde St. Margaretha Emstek im Dekanat Cloppenburg des Bistums Münster. Patronin ist die hl. Margaretha von Antiochia.

## Geschichte
Die Pfarrei Emstek gehört vermutlich zu den Urpfarreien, die im Zuge der Christianisierung des Lerigaues im 9. Jahrhundert von der Missionszelle in Visbek aus gegründet wurden. 1159 wurde Cappeln (St. Peter und Paul) ausgepfarrt. Bis ins 19. Jahrhundert bestand in Emstek ein Kirchengebäude, das angeblich 1352, wahrscheinlich jedoch früher erbaut worden war. Die neue Kirche wurde von 1862 bis 1865 nach Plänen des Architekten Johann Bernhard Hensen errichtet.

## Architektur
Das neugotische Kirchengebäude aus Backstein hat die Form einer dreischiffigen Basilika mit Strebebögen, fünfjochigem Langhaus und einem Querschiff. Am polygonal geschlossenen Chor befinden sich Seitenkapelle und Sakristei. Der Westturm ist im Langhaus eingezogen.

## Ausstattung

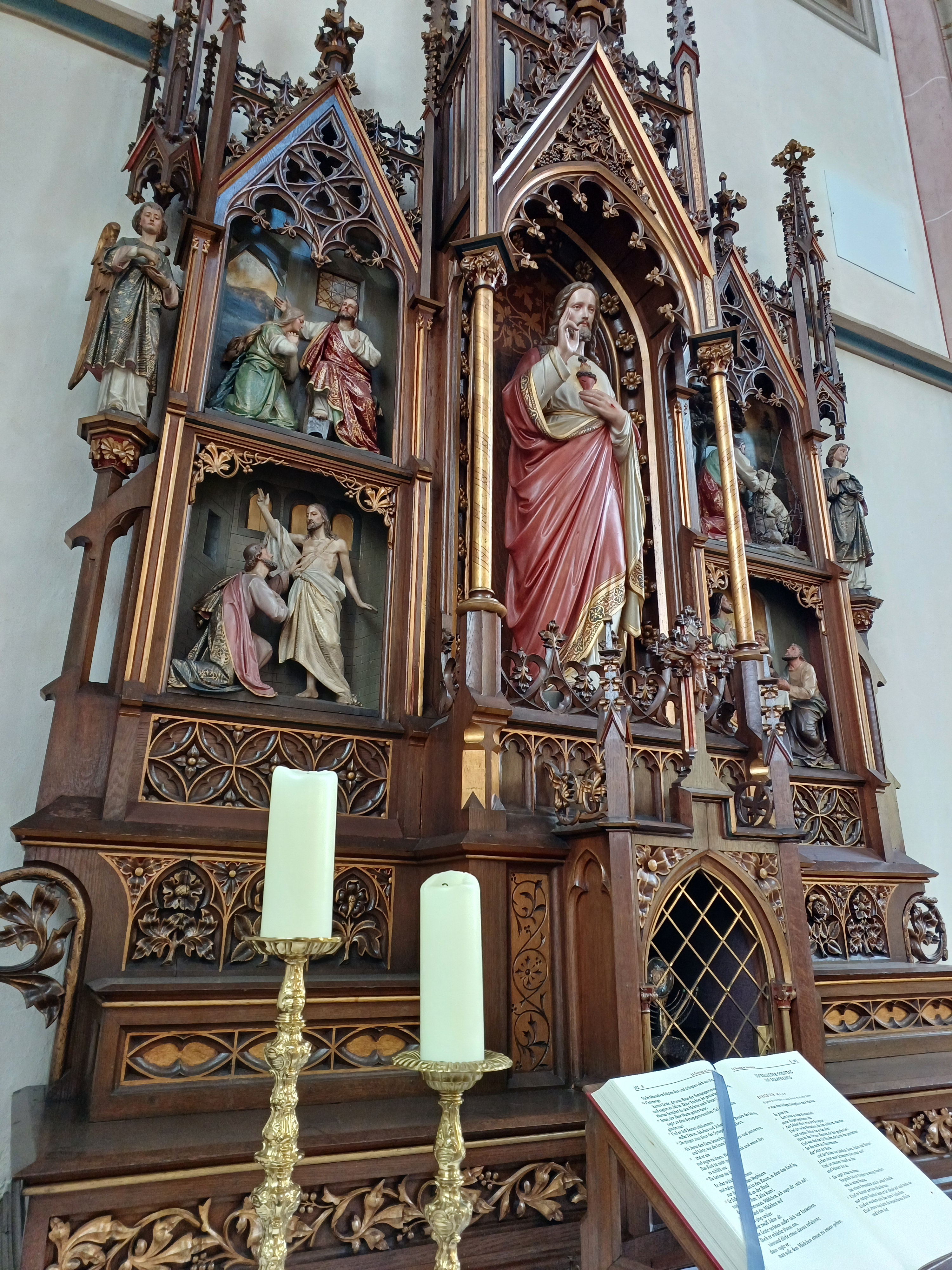
Herz-Jesu-Altar mit Bildwerken von August Schmiemann

Ältestes Stück ist der romanische Taufstein aus Bentheimer Sandstein (Bentheimer Typ) aus der Zeit um 1200, der aus dem Vorgängerbau übernommen wurde.
Seitenaltäre, Sakramentshaus und Glasmalerei stammen aus der Bauzeit der neuen Kirche und sind dem Historismus zuzuordnen. Die beiden Seitenaltäre aus der Kunsttischlerei August Rüve wurden mit Werken der münsteraner Bildhauer Wilhelm Bolte und August Schmiemann ausgestattet. Reliefbilder und Engelsfiguren des Herz-Marien-Altares schuf Bolte, die für den Herz-Jesu-Altar stammen von Schmiemann.
Zur Ausstattung gehören zudem mehrere Gemälde aus dem 17. Jahrhundert.

## Orgel

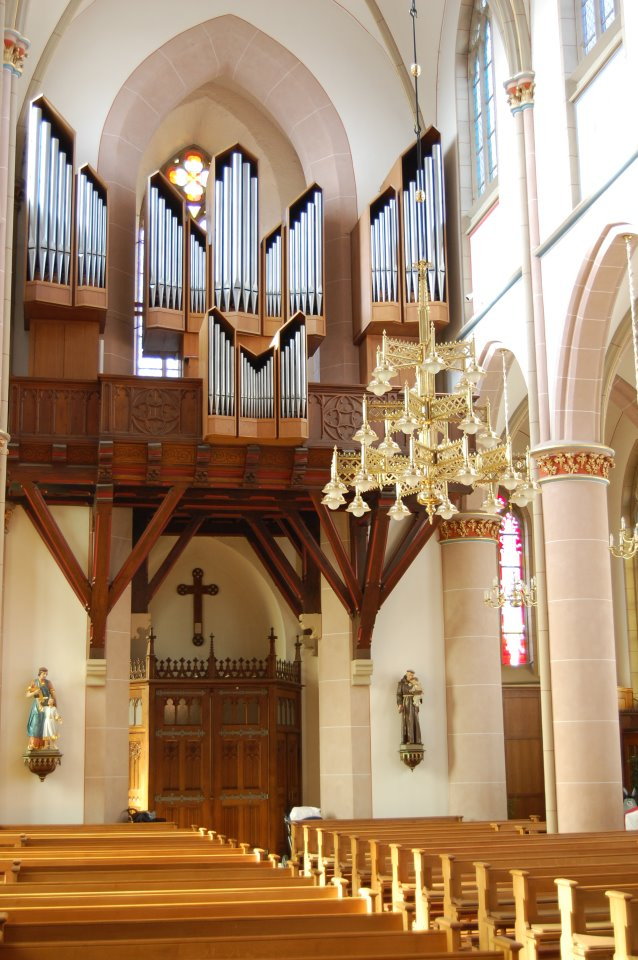
Blick auf die Orgelempore

Die Führer-Orgel stammt aus dem Jahr 1966. Das Schleifladeninstrument hat 24 Register auf zwei Manualen und Pedal. Spiel- und Registertraktur sind mechanisch.
| I Rückpositiv C–g3 |                  |      |
| 1.                 | Gedackt          | 8′   |
| 2.                 | Quintade         | 8′   |
| 3.                 | Prinzipal        | 4′   |
| 4.                 | Blockflöte       | 4′   |
| 5.                 | Waldflöte        | 2′ * |
| 6.                 | Sesquialtera 2f. |      |
| 7.                 | Scharff 4f.      |      |
| 8.                 | Krummhorn        | 8′   |

| II Hauptwerk C–g3 |              |       |
| 9.                | Pommer       | 16′   |
| 10.               | Prinzipal    | 8′    |
| 11.               | Rohrflöte    | 8′    |
| 12.               | Schwebung    | 8′    |
| 13.               | Oktave       | 4′    |
| 14.               | Hohlflöte    | 4′    |
| 15.               | Nasard       | 2 ⁄3′ |
| 16.               | Oktave       | 2′    |
| 17.               | Mixtur 4-6f. |       |
| 18.               | Trompete     | 8′    |

| Pedalwerk C–f1 |                  |     |
| 19.            | Subbass          | 16′ |
| 20.            | Prinzipal        | 8′  |
| 21.            | Gedackt          | 8′  |
| 22.            | Oktav            | 4′  |
| 23.            | Rauschpfeife 4f. |     |
| 24.            | Posaune          | 16′ |

- * Zum 150. Kirchenjubiläum durch eine Oktave 2′ ersetzt
- Koppeln II/I, I/P, II/P